# The Sheepdogs
Gli Sheepdogs sono un gruppo musicale rock canadese formatosi nel 2006 a Saskatoon.

## Formazione

### Formazione attuale
- Ewan Currie – voce, chitarra (2006-presente)
- Rusty Matyas – chitarra (2014-presente)
- Jimmy Bowskill – chitarra (2016-presente)
- Ryan Gullen – basso (2006-presente)
- Sam Corbett – batteria (2006-presente)
- Shamus Currie – tastiera, trombone, tamburello (2012-presente)

### Ex componenti
- Leot Hanson – chitarra (2006-2014)

## Discografia

### Album in studio
- 2007 – Trying to Grow
- 2008 – The Sheepdogs' Big Stand
- 2010 – Learn & Burn
- 2012 – The Sheepdogs
- 2015 – Future Nostalgia
- 2018 - Changing Colours
- 2022 - Outta Sight

### EP
- 2006 – The Breaks EP
- 2011 – Five Easy Pieces